# Storia della sorveglianza di massa nel Regno Unito
La storia della sorveglianza di massa nel Regno Unito è iniziata nella Gran Bretagna vittoriana. David Vincent osserva che la misurazione statistica del comportamento comunicativo è iniziata con l'introduzione del Penny Post nel 1840. Un primo scandalo pubblico si verificò nella crisi dello spionaggio postale del 1844.
Le capacità moderne e il quadro giuridico per la sorveglianza di massa nel Regno Unito si sono sviluppati sotto i successivi governi del Regno Unito dalla fine del XX secolo.

## Legge sui servizi di sicurezza del 1989
Il Security Service Act del 1989 ha stabilito per la prima volta la base giuridica del servizio di sicurezza del Regno Unito sotto il governo conservatore guidato da Margaret Thatcher.

## Legge sui servizi di intelligence del 1994
Il GCHQ e il Secret Intelligence Service furono posti su una base legale per la prima volta dall'Intelligence Services Act del 1994 sotto il governo conservatore guidato da John Major.

## Identity Cards Act 2006 e 2010
Le carte d'identità sono state introdotte dal governo laburista sotto Tony Blair nel 2006. L'Identity Documents Act 2010 ha abrogato l'Identity Cards Act del 2006, eliminando lo schema obbligatorio della carta d'identità e il registro di identità nazionale associato che era in uso su base limitata o volontaria dal novembre 2008, ma che non è mai stato completamente implementato. Il registro di identità nazionale è stato distrutto il 10 febbraio 2011.
I cittadini stranieri al di fuori dell'Unione Europea continuano ancora a richiedere una carta d'identità da utilizzare come permesso di soggiorno biometrico ai sensi delle disposizioni del UK Borders Act 2007 e del Borders, Citizenship and Immigration Act 2009. Sebbene la legge del 2010 abbia posto fine alla validità delle carte d'identità come documenti di viaggio, non è stata intrapresa alcuna azione per ritirare le carte d'identità nazionali già emesse.

## Direttiva sulla conservazione dei dati dell'Unione europea (2007-14)
In quanto membro dell'Unione europea, il Regno Unito è soggetto alle politiche e alle direttive dell'UE in materia di sorveglianza e partecipa ai suoi programmi. Dall'ottobre 2007 le società di telecomunicazioni sono tenute a tenere registrazioni delle telefonate e dei messaggi di testo per dodici mesi ai sensi della direttiva sulla conservazione dei dati dell'Unione europea. Sebbene tutte le aziende di telecomunicazioni conservino già i dati per un certo periodo, le normative sono progettate per garantire un approccio uniforme in tutto il settore. Ciò ha consentito al governo e ad altre autorità selezionate nel Regno Unito come polizia e consigli, tra gli altri, di monitorare su richiesta tutte le telefonate effettuate da una linea fissa o mobile del Regno Unito.
Nell'aprile 2014, la Corte di giustizia europea ha stabilito che la direttiva sulla conservazione dei dati dell'Unione europea non era valida. La Corte di giustizia europea ha ritenuto che viola due diritti fondamentali, il rispetto della privacy e la protezione dei dati personali.

## Communications Data Bill (2008-10)
Nel 2008 sono stati fatti piani per raccogliere dati su tutte le telefonate, e-mail, discussioni nelle chat room e abitudini di navigazione sul web come parte del programma di modernizzazione delle intercettazioni del governo laburista guidato dal primo ministro Gordon Brown. Si è ritenuto probabile che richiedesse l'inserimento di migliaia di sonde nelle reti informatiche e telefoniche del paese. Le proposte dovevano essere incluse nel Communications Data Bill 2008. Il "database gigante" doveva includere i numeri di telefono composti, i siti web visitati e gli indirizzi a cui vengono inviate le e-mail, ma non il contenuto delle e-mail stesse o delle conversazioni telefoniche. Chris Huhne, portavoce per gli affari interni dei liberaldemocratici, ha dichiarato: "I piani orwelliani del governo per un vasto database delle nostre comunicazioni private sono profondamente preoccupanti". Nel novembre 2009, i ministri hanno confermato che la stima di £2 miliardi per i progetti procedevano come previsto. Una consultazione ha rilevato che il 40% delle persone era contrario ai piani che includerebbero anche il monitoraggio delle comunicazioni nei giochi online.

## Progetto di legge sulla comunicazione dei dati (2010-2015)
Il programma di modernizzazione delle intercettazioni è stato ribattezzato Programma di sviluppo delle capacità di comunicazione dal governo guidato dai conservatori sotto David Cameron nel 2010 e lo sviluppo di un nuovo progetto di legge sui dati sulle comunicazioni è iniziato sotto il ministro dell'Interno Theresa May.
Il progetto di legge sui dati sulle comunicazioni è stato discusso tra il 2010 e il 2013 ma non è stato presentato formalmente al Parlamento come disegno di legge. Ha affrontato il problema della conservazione dei dati delle comunicazioni (non il contenuto dei messaggi) e ha proposto di ampliare i tipi di dati conservati dai provider di Internet, ad esempio per includere la cronologia di navigazione web. È stata soprannominata la "Snooper's Charter" ed è stata abbandonata dal governo nel 2013 dopo l'opposizione del vice primo ministro Nick Clegg e del suo partito dei Liberal Democratici.

## Internet, comunicazioni telefoniche fisse e mobili (2013)
Nel 2013, i problemi riguardanti la possibile scoperta di "chip di archiviazione" in semiconduttori all'interno di tastiere commerciali, touchpad e controller LCD su dispositivi come laptop e desktop sono stati sollevati dalla distruzione di questi componenti al quotidiano The Guardian dopo le rivelazioni di alcuni documenti trapelati.
La polizia inglese si è avvalsa dei telefoni cellulari per rintracciare i sospetti.
Alcuni centri commerciali hanno anche monitorato i clienti attraverso i segnali dei telefoni cellulari. Un sistema può capire quando le persone entrano nel centro commerciale, per quanto tempo rimangono in un determinato negozio e quale percorso prende ogni cliente. Il sistema funziona monitorando i segnali prodotti dai telefoni cellulari e quindi localizzando il telefono tramite triangolazione.